# Traité d'Ilbersheim
Le traité d'Ilbersheim est signé le 5 novembre 1704 par l'empereur Léopold Ier  (empire d'Autriche) et Thérèse-Cunégonde Sobieska, princesse régente du gouvernement de l'électeur de Bavière, quelques mois après la bataille de Blenheim. Par ce traité, la Bavière passe sous la tutelle militaire de l'empire d'Autriche. En conséquence, la Bavière cesse de collaborer avec les forces françaises dans le cadre de la guerre de Succession d'Espagne.